# Vid u boji
Vid u boji je sposobnost životinja da uočavaju razlike između svetlosti sastavljene od različitih talasnih dužina (tj. različite spektralne distribucije energije) nezavisno od intenziteta svetlosti. Percepcija boje deo je većeg vizuelnog sistema i posredovana je složenim procesom između neurona koji započinje diferencijalnom stimulacijom različitih tipova fotoreceptora svetlošću koja ulazi u oči. Ti fotoreceptori zatim emituju izlaze koji se potom šire kroz mnoge slojeve neurona, a ultimatno do u mozga. Vid u boji postoji kod mnogih životinja i posredovan je sličnim mehanizmima sa uobičajenim tipovima bioloških molekula i složenom istorijom evolucije kod različitih životinjskih taksona. Kod primata se vid boja razvio pod selektivnim pritiskom za različite vizuelne zadatke, uključujući traganje za hranljivim mladim lišćem, zrelim voćem i cvećem, kao i otkrivanje predatorske kamuflaže i emocionalnih stanja kod drugih primata.

## Talasne dužine i detekcija nijansi
Isak Njutn je otkrio da bela svetlost, nakon što se podeli na svoje sastavne boje pri prolazu kroz disperzivnu prizmu, može da bude ponovo kombinovana tako da nastane bela svetlost putem propuštanja kroz različitu prizmu.
Karakteristične boje su: od duge do kratke talasne dužine (ili od niske do visoke frekvencije), crvena, narandžasta, žuta, zelena, plava i ljubičasta. Dovoljne razlike u talasnoj dužini uzrokuju razliku u percipiranom nijansi; jedva uočljiva razlika u talasnoj dužini varira od oko 1  u plavo-zelenim i žutim talasnim dužinama, do 10 nm i više u dužim crvenim i kraćim plavim talasnim dužinama. Iako ljudsko oko može razlikovati do nekoliko stotina nijansi, kada se te čiste spektralne boje pomešaju zajedno ili razblažuju belom svetlošću, broj prepoznatljivih hromatičnosti može biti prilično visok.
Kod veoma slabog nivoa svetlosti, vid je skotopičan: svetlost detektiraju štapićaste ćelije retine. Štapići su maksimalno osetljivi na talasne dužine blizu 500 nm i igraju malu, ako ikakvu, ulogu u vidu boje. Pri jačem svetlu, kao što je dnevna svetlost, vid je fotopijski: svetlost detektiraju konusne ćelije koje su odgovorne za vid u boji. Konusi su osetljivi na raspon talasnih dužina, ali su najosetljiviji na talasne dužine blizu 555 nm. Između ovih regija mezopni vid dolazi do izražaja i obje štapići i kupe daju signale retinalnim ganglionskim ćelijama. Promena percepcije boja sa slabe svetlosti na dnevnu svetlost stvara razlike poznate kao Purkinov efekat.
Percepcija „bele” boje formirana je celokupnim spektrom vidljive svetlosti, ili mešanjem boja od samo nekoliko talasnih dužina kod životinja sa malo vrsta receptora za boju. Kod ljudi se bela svetlost može uočiti kombinovanjem talasnih dužina kao što su crvena, zelena i plava, ili samo par komplementarnih boja poput plave i žute.

## Fiziologija percepcije boje
Percepcija boje počinje sa specijalizovanim ćelijama mrežnjače koje sadrže pigmente različitih spektralnih osetljivosti, poznate kao kupaste ćelije. Kod ljudi postoje tri vrste konusa osetljivih na tri različita spektra, što rezultira trihromatskom percepciojom boje.
Svaki pojedinačni konus sadrži pigmente sastavljene od opsinskog apoproteina, koji je kovalentno povezan bilo sa 11-cis-hidroretinalom ili ređe 11-cis-dehidroretinalom.
Konusi su konvencionalno označeni prema redosledu talasnih dužina pikova njihovih spektralnih osetljivosti: kratki (S), srednji (M) i dugi (L) tipovi konusa. Ova tri tipa dobro ne korespondiraju određenim bojama kao što ih čovek poznaje. Umesto toga, percepcija boje se postiže složenim procesom koji započinje diferenciranim izlazom ovih ćelija u mrežnjači i koji se finalizira u vizuelnom korteksu i asocijativnim oblastima mozga.
Na primer, dok su L konusi nazivani jednostavno crvenim receptorima, mikrospektrofotometrija je pokazala da je njihova vršna osetljivost u zelenkasto-žutoj oblasti spektra. Slično tome, S- i M-konusi ne odgovaraju direktno plavoj i zelenoj boji, mada se često opisuju kao takvi. RGB model boja je stoga pogodno sredstvo za predstavljanje boje, ali nije direktno zasnovan na vrstama konusa u ljudskom oku.
Vrhunski odziv ljudskih kupastih ćelija varira, čak i kod pojedinaca s takozvanim normalnim vidom boja; kod drugih vrsta ova polimorfna varijacija je još veća i može biti prilagodljiva.

## Literatura
- Ives HE (1912). „The relation between the color of the illuminant and the color of the illuminated object”. Trans. Illuminat. Eng. Soc. 7: 62—72. (Reprinted in: Brill, Michael H. (1995). „The relation between the color of the illuminant and the color of the illuminated object”. Color Research & Application. 20: 70—5. doi:10.1002/col.5080200112.)
- Hannah E. Smithson and Qasim Zaidi (2004). „Colour constancy in context: Roles for local adaptation and levels of reference”. Journal of Vision. 4 (9): 693—710. PMID 15493964. doi:10.1167/4.9.3 .
- Hannah E. Smithson (2005). „Review. Sensory, computational and cognitive components of human color constancy”. Philosophical Transactions of the Royal Society. 360 (1458): 1329—46. PMC 1609194 . PMID 16147525. doi:10.1098/rstb.2005.1633.
- Karl R. Gegenfurtner, L. T. Sharpe (1999). Color Vision: From Genes to Perception. Cambridge University Press. ISBN 0-521-00439-X.
- Erik Reinhard (2006). High Dynamic Range Imaging: Acquisition, Display, and Image-Based Lighting. Morgan Kaufmann. ISBN 0-12-585263-0.
- Luo, Ming Ronnier (2015). „CIE Chromatic Adaptation; Comparison of von Kries, CIELAB, CMCCAT97 and CAT02”. Encyclopedia of Color Science and Technology (на језику: енглески). Springer Berlin Heidelberg: 1—8. ISBN 978-3-642-27851-8. doi:10.1007/978-3-642-27851-8_321-1.
- Judd, Deane B. (јануар 1940). „Hue saturation and lightness of surface colors with chromatic illumination”. JOSA. 30 (1): 2—32. doi:10.1364/JOSA.30.000002.
- editor, Christine Fernandez-Maloigne (2013). Advanced color image processing and analysis (PDF). New York, NY: Springer. стр. 33. ISBN 9781441961891.[мртва веза]
- Li, Changjun; Luo, M. Ronnier; Rigg, Bryan; Hunt, Robert W. G. (фебруар 2002). „CMC 2000 chromatic adaptation transform: CMCCAT2000”. Color Research & Application. 27 (1): 49—58. doi:10.1002/col.10005.
- CIE TC 1-52 (2004). A Review of Chromatic Adaptation Transforms. 160:2004. CIE. ISBN 978-3-901906-30-5.
- Biggam, C. P (2012). The Semantics of Colour. A Historical Approach. Cambridge University Press., Cambridge [etc.].  978-052-189-992 5.
- Davies, Ian; Corbett, Greville; Mtenje, Al; Sowden, Paul (1995). „The Basic Colour Terms of Chichewa”. Lingua. 95 (4): 259—278. doi:10.1016/0024-3841(94)00024-G.
- Jones, William Jervis (2013). German Colour Terms: A study in their historical evolution from earliest times to the present. John Benjamins., Amsterdam & Philadelphia.  978-90-272-4610-3.
- Kay, Paul; Berlin, Brent; Merrifield, William (1991). „Biocultural Implications of Systems of Color Naming”. Journal of Linguistic Anthropology. 1 (1): 12—25. doi:10.1525/jlin.1991.1.1.12.
- MacLaury, Robert E. (1992). „From Brightness to Hue: An Explanatory Model of Color-Category Evolution”. Current Anthropology. 33 (2): 137—186. S2CID 144088006. doi:10.1086/204049.
- MacLaury, Robert E. (1997).  Color and Cognition in Mesoamerica: Constructing Categories as Vantages.  Austin: University of Texas Press.
- Saunders, Barbara (2000). „Revisiting Basic Color Terms”. Journal of the Royal Anthropological Institute. 6: 81—99. doi:10.1111/1467-9655.00005.
- Reggier, Terry; Kay, Paul; Khetarpal, Naveen (2007). „Color naming reflects optimal partitions of color space”. Proceedings of the National Academy of Sciences. 104 (4): 1436—1441. Bibcode:2007PNAS..104.1436R. PMC 1783097 . PMID 17229840. doi:10.1073/pnas.0610341104 .
- Seidner, Stanley S.(1982). Ethnicity, Language, and Power from a Psycholinguistic Perspective. Bruxelles: Centre de recherche sur le pluralinguisme.
- Wierzbicka, Anna (2008). „Why there are no 'color universals' in language and thought”. Journal of the Royal Anthropological Institute. 14 (2): 407—425. doi:10.1111/j.1467-9655.2008.00509.x. hdl:1885/39243 .
- Deutscher, Guy (2010).  Through the language glass: how words colour your world,  William Heinemann.
- Ebner; Fairchild (1998), Development and Testing of a Color Space with Improved Hue Uniformity, Proc. IS&T 6th Color Imaging Conference, Scottsdale, AZ, стр. 8—13.
- Edge, Christopher. „US Patent 8,437,053, Gamut mapping using hue-preserving color space”. Приступљено 9. 2. 2016.
- ICtCp Introduction (PDF), 2016
- „Recommendation ITU-R BT.2124-0 Objective metric for the assessment  of the potential visibility of colour  differences in television” (PDF). јануар 2019.
- Schlömer, Nico (2018). Algorithmic improvements for the CIECAM02 and CAM16 color appearance models. arXiv:1802.06067 .
- Li, Changjun; Li, Zhiqiang; Wang, Zhifeng; Xu, Yang; Luo, Ming Ronnier; Cui, Guihua; Melgosa, Manuel; Brill, Michael H.; Pointer, Michael (децембар 2017). „Comprehensive color solutions: CAM16, CAT16, and CAM16-UCS”. Color Research & Application. 42 (6): 703—718. doi:10.1002/col.22131.
- „The CIE 2016 Colour Appearance Model for Colour Management Systems: CIECAM16 | CIE”. cie.co.at (на језику: енглески). Приступљено 2022-09-16.
- „PR: Implement support for "CIECAM16" colour appearance model. by KelSolaar · Pull Request #1015 · colour-science/colour”. GitHub (на језику: енглески). Приступљено 2022-09-16.
- Levien, Raph (18. 1. 2021). „An interactive review of Oklab” (на језику: енглески).
- Safdar, Muhammad; Cui, Guihua; Kim, Youn Jin; Luo, Ming Ronnier (26. 6. 2017). „Perceptually uniform color space for image signals including high dynamic range and wide gamut”. Optics Express. 25 (13): 15131. doi:10.1364/OE.25.015131 .

## Spoljašnje veze
- McEvoy, Bruce (2008). „Color vision”. Приступљено 30. 3. 2012.